# Divisione di Bhopal
La divisione di Bhopal è una divisione dello stato federato indiano del Madhya Pradesh, di 9 457 323 abitanti. Il suo capoluogo è Bhopal.
La divisione di Bhopal comprende i distretti di Bhopal, Raisen, Rajgarh, Sehore, Singrauli e Vidisha. I distretti di Betul, Harda e Hoshangabad, già facenti parte di questa divisione, sono passati dal 27 agosto 2008 alla neo-costituita divisione di Hoshangabad.